# Efecto electrocalórico
El efecto electrocalórico es un fenómeno en el que un material muestra un cambio de temperatura reversible bajo un campo eléctrico aplicado. A menudo se considera que es el inverso físico del efecto piroeléctrico. No debe confundirse con el efecto termoeléctrico (específicamente, el efecto Peltier), en el que se produce una diferencia de temperatura cuando una corriente se conduce a través de una unión eléctrica con dos conductores diferentes. 
El mecanismo subyacente del efecto no está completamente establecido; en particular, diferentes libros de texto dan explicaciones contradictorias. Sin embargo, como con cualquier cambio de temperatura aislado (adiabático), el efecto proviene del aumento o disminución de la tensión de la entropía del sistema. (El efecto magnetocalórico es un fenómeno análogo, pero mejor conocido y entendido.) 
Los materiales electrocalóricos fueron el foco de gran interés científico en las décadas de 1960 y 1970, pero no fueron explotados comercialmente ya que los efectos electrocalóricos eran insuficientes para aplicaciones prácticas, siendo la respuesta más alta 2.5 grados Celsius bajo un potencial aplicado de 750 voltios.
En marzo de 2006, se informó en la revista Science que las películas delgadas del material PZT (una mezcla de plomo, titanio, oxígeno y circonio) mostraron la respuesta electrocalorífica más fuerte hasta la fecha, con los materiales enfriándose hasta ~ 12 K (12 °C) para un cambio de campo eléctrico de 480 kV/cm, a una temperatura ambiente de 220 °C (430 °F). La estructura del dispositivo consistía en una película delgada (PZT) encima de un sustrato mucho más grueso, pero la figura de 12 K representa el enfriamiento de la película delgada solamente. El enfriamiento neto de dicho dispositivo sería inferior a 12 K debido a la capacidad calorífica del sustrato al que está unido. 
En la misma línea, en 2008, se demostró que un polímero ferroeléctrico también puede alcanzar 12 K de enfriamiento, más cerca de la temperatura ambiente.
Con estas nuevas respuestas más grandes, las aplicaciones prácticas pueden ser más probables, como la refrigeración de computadoras o baterías.

## Otras lecturas
- Scott, J. F. (2011). «Electrocaloric Materials». Annual Review of Materials Research 41: 229-240. Bibcode:2011AnRMS..41..229S. doi:10.1146/annurev-matsci-062910-100341.